# Cupressus arizonica
Cupressus arizonica là một loài thực vật hạt trần trong họ Cupressaceae. Loài này được Greene mô tả khoa học đầu tiên năm 1882.